# Партизанская бригада имени Л. М. Доватора
Партизанская бригада имени Л. М. Доватора — соединение партизан Белоруссии во время Великой отечественной войны.

## История
Бригада имени Доватора была создана в декабре 1942 года в Докшицком районе. Бригада участвовала в рейдах на немецкие гарнизоны, диверсионной деятельностью и др. Бригада действовала в Докшицком, Мядельском и Куренецком районах Вилейской области.
На счету бригады уничтожение немецких сил в деревне Ижа в январе и ноябре 1943 года, Любани в январе 1943 года, Кобыльник в феврале 1944 года. Действующая в составе бригады диверсионная группа А. В. Букаева в июле 1943 года уничтожила 4 немецких эшелона. В августе 1943 года и июне 1944 года в рамках рельсовой войны разрушила 3 тысячи рельсов на перегонах Крулевщина — Парафьяново и Кривичи — Куренец. Ночью 3 июня 1944 года атаковали из засады немецкие силы на дороге между Куренец и Балаши. До прихода красной армии освободили и удерживали деревню Любань, районный центр Куренец и железнодорожную станцию Княгинино (современное название Княгинин).
2 июля 1944 партизаны Бригады имени Доватора освободили Куренецкий район, а позже соединились с частями Красной армии. На момент соединения с Красной армией включала в себя 7 отрядов общей численностью 568 человек.

## Командиры
- Командиры бригады: Ф. С. Шляхтунов, И. А. Иванов;
- комиссары: Д. Я. Кадовба, П. А. Павленко, В. Ф. Попок;
- начальники штаба: С. А. Ващило, Б. О. Дудковский[1].

## Память
В деревне Лески Вилейского района Минской области в 1970 году был установлен Памятный знак в честь партизанских бригад имени Л. М. Доватора и «Советская Белоруссия», подпольных Вилейского и Куренецкого райкомов КП(б)‌Б.